# Hans Jörg Weitbrecht
Hans Jörg Weitbrecht (* 30. Mai 1909 in Baiersbronn; † 2. Januar 1975 in Bonn) war ein deutscher Psychiater und Neurologe.

## Leben und Wirken
Nach dem Besuch des Karlsgymnasiums in Stuttgart studierte Weitbrecht Medizin an den Universitäten Tübingen und Wien. Anschließend wurde er von 1935 bis 1937 als Assistenzarzt am Stuttgarter Bürgerhospital angestellt und wechselte anschließend als Abteilungsarzt an die Privatklinik Christophsbad für neurologische, psychiatrische, psychosomatische und geriatrische Erkrankungen in Göppingen über. Hier blieb er, mit Unterbrechung durch Kriegsdienst und Gefangenschaft, bis zum Jahr 1956. Zwischenzeitlich habilitierte er sich im Jahr 1944 als externer Mitarbeiter bei Kurt Beringer an der Albert-Ludwigs-Universität Freiburg auf den Fachgebieten Psychiatrie und Neurologie mit dem Thema Beiträge zur Religionspsychopathologie, insbesondere zur Psychopathologie der Bekehrung. Darüber hinaus übernahm Weitbrecht ab 1950 neben seinem Klinikdienst noch eine Dozententätigkeit bei Ernst Kretschmer an der Tübinger Universität.
Im Jahre 1956 folgte Weitbrecht einem Ruf an die Rheinische Friedrich-Wilhelms-Universität Bonn, wo er den Lehrstuhl für Psychiatrie und Neurologie erhielt. Eine im Jahre 1964 an ihn herangetragene Berufung auf einen Lehrstuhl an der Johann Wolfgang Goethe-Universität Frankfurt am Main lehnte Weitbrecht ab und lehrte und wirkte bis zu seinem Tode an der Bonner Universität. Hier errichtete er die Abteilung für Tiefenpsychologie, Psychotherapie und psychosomatische Medizin und eine Abteilung für medizinische Psychologie sowie eine psychotherapeutische Beratungsstelle für Studentinnen und Studenten. Zwischenzeitlich wurde er zum Dekan und in den Senat sowie von 1965 bis 1969 zum Direktor der klinischen Anstalten und in den Jahren 1969/1970 zum Rektor der Universität gewählt.
Bereits seit 1946 war Weitbrecht Mitherausgeber der Zeitschrift Fortschritte der Neurologie und Psychiatrie und ihrer Grenzgebiete sowie ab 1964 des Archivs für Psychiatrie und Nervenkrankheiten. Weitbrecht schrieb für diese und für weitere Fachzeitschriften zahlreiche Aufsätze sowie einige anerkannte Fach- und Lehrbücher. Für seine zahlreichen Verdienste wurde er im Jahr 1974 mit dem Großen Bundesverdienstkreuz ausgezeichnet.
Weitbrecht wurde in seiner wissenschaftlichen Entwicklung maßgeblich sowohl durch seinen Onkel Kurt Schneider, den anerkannten Fachmann auf dem Gebiet der Psychopathologie, und durch Robert Gaupp sowie den bereits erwähnten Ernst Kretschmer geprägt. Im Rahmen seiner Habilitation setzte er sich anfangs als einer der wenigen in diesem Forschungsbereich aktiven Wissenschaftler intensiv mit der Religionspsychologie auseinander. Später spezialisierte er sich auf das Gebiet der Schizophrenie, der Epilepsie und der Depression. Dabei konnten aus seinen Arbeiten wertvolle Informationen für die moderne Therapie gewonnen werden. Er prägte den Begriff „Endoreaktive Dysthymie“ und lieferte neue Erkenntnisse über Wahn und Ekstase. Viele seiner Untersuchungsergebnisse wurden mittlerweile durch verschiedene weiterführende Studien verifiziert.
Zeitlebens war Weitbrecht um die Freiheit der Forschung und Unabhängigkeit bemüht, nahm keine Rücksicht auf herrschende Lehrmeinungen oder politische Zeitströmungen und zeigte am Beispiel der „Psychiatrie in der Zeit des Nationalsozialismus“, wozu Missbrauch führen kann. Der bei seinen Kollegen und Studenten beliebte Weitbrecht galt bis zuletzt in seinem Wirkungsbereich als unorthodox und fortschrittlich sowie als Verfechter eines Dialogs zwischen verschiedenen und oftmals konträren Auffassungen.

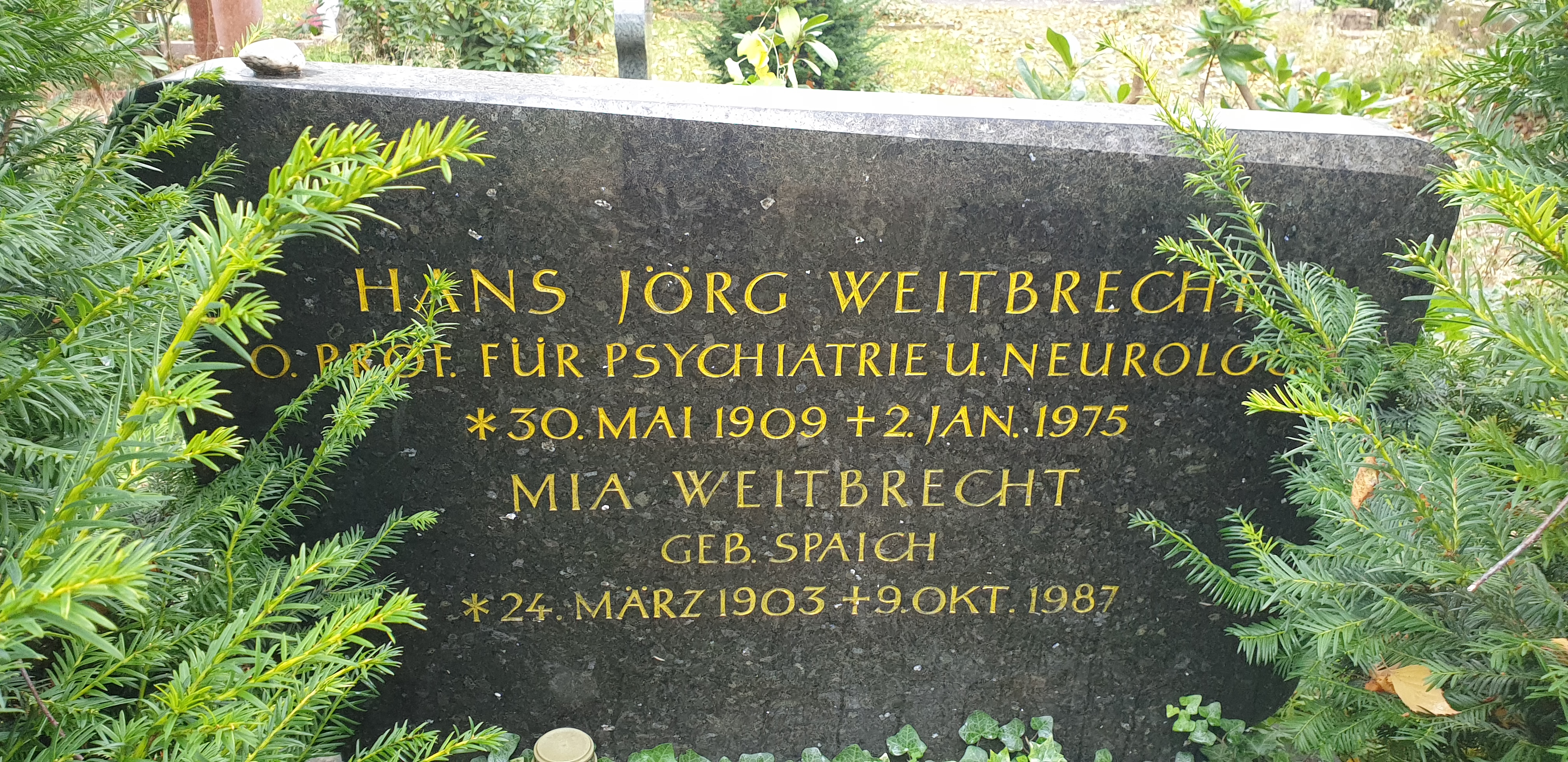
Grab des Ehepaars Weitbrecht auf dem Bonner Südfriedhof

Ihm zu Gedenken wurde in Zusammenarbeit mit dem Unternehmen Bayer Vital der Hans Jörg Weitbrecht Wissenschaftspreis initiiert, der seit 1989 im Zweijahresrhythmus für besondere Leistungen auf dem Gebiet der klinischen Neurowissenschaften vergeben wird. Er dient der Förderung der Forschung in Psychiatrie und Neurologie und ist mit 10.000 Euro dotiert, die auf Beschluss des Kuratoriums auf mehrere Preisträger verteilt werden können.

## Schriften (Auswahl)
- Beiträge zur Religionspsychopathologie, insbesondere zur Psychopathologie der Bekehrung. Habilitationsschrift. Scherer, Heidelberg 1948.
- Studie zur Psychopathologie krampfbehandelter Psychosen. Thieme, Stuttgart 1949.
- Kritik der Psychosomatik. Thieme, Stuttgart 1955.
- Psychiatrie im Grundriß. Springer, Heidelberg/Berlin/Göttingen 1963.
- Psychiatrische Fehldiagnosen in der Allgemeinpraxis – Fibel der Differentialdiagnostik. Thieme, Stuttgart 1966.

autobiografisch
- Hans Jörg Weitbrecht, in: Ludwig J. Pongratz: Psychiatrie in Selbstdarstellungen. Bern : Huber, 1977, ISBN 3-456-80307-9, S. 422–469